# کشکوه (لارستان)
کشکوه، روستایی در دهستان صحرای باغ بخش صحرای باغ شهرستان لارستان در استان فارس ایران است.

## جمعیت
بر پایه سرشماری عمومی نفوس و مسکن در سال ۱۳۹۵، جمعیت این روستا برابر با ۶۴ نفر (۲۱ خانوار) بوده است.